# Monti Read
I Monti Read sono un gruppo di vette rocciose, la più alta delle quali è l'Holmes Summit che raggiunge i 1.875 m. Si trovano a est del Ghiacciaio Glen, nella parte centro-meridionale della Catena di Shackleton, nella Terra di Coats in Antartide. 
Furono mappati per la prima volta da parte della Commonwealth Trans-Antarctic Expedition (CTAE) nel 1957 e ricevettero questa denominazione in onore del professor Herbert H. Read, responsabile del Comitato Scientifico e membro del "Committee of Management" della Commonwealth Trans-Antarctic Expedition, 1955-58 al quale sono pure intitolate le Holmes Hills nella Terra di Palmer.

## Geografia

### Elementi significativi della catena

#### Altri elementi
- Arkell Cirque
- Beche Blade
- Bowen Cirque
- Eskola Cirque
- Flett Crags
- Ghiacciaio Glen
- Goldschmidt Cirque
- Holmes Summit
- Kuno Cirque
- Lapworth Cirque
- Mantell Screes
- Monte Wegener
- Murchison Cirque
- Nicol Crags
- Niggli Nunataks
- Strachey Stump
- Swinnerton Ledge
- The Ark
- Trueman Terraces
- Watts Needle